# Quando Gigi Riva tornerà/Uomo bianco
Quando Gigi Riva tornerà/Uomo bianco è il quarto singolo del cantante italiano Piero Marras, pubblicato il 7 settembre 1983 come estratto dall'album in studio Marras.

## Tracce
Lato A
1. Quando Gigi Riva tornerà

Lato B
1. Uomo bianco